# Nightwatching
Nightwatching is een Nederlandse film uit 2008, geproduceerd door Kees Kasander, geregisseerd en geschreven door Peter Greenaway. De film ging in première (in Nederland) op 24 januari 2008.

## Verhaal
Amsterdam 1642. Rembrandt van Rijn legt de laatste hand aan zijn schilderij: 'De compagnie van Frans Banninck Cocq', beter bekend als De Nachtwacht. Met dit schuttersstuk is echter iets speciaals aan de hand. Rembrandt legt er een belangrijke gebeurtenis in vast. Op De Nachtwacht wordt een musketschot gelost, maar wie wordt er neergeschoten en waarom

## Rolverdeling
- Martin Freeman als Rembrandt
- Eva Birthistle als Saskia van Uylenburg
- Jodhi May als Geertje Dircx
- Emily Holmes als Hendrickje Stoffels
- Toby Jones als Gerard Dou
- Michael Teigen als Carel Fabritius
- Agata Buzek als Titia Uylenburgh
- Natalie Press als Marieke
- Fiona O'Shaughnessy als Marita
- Adrian Lukis als Frans Banninck Cocq
- Michael Culkin als Herman Wormskerck
- Christopher Britton als Rombout Kemp
- Reimer van Beek als Titus (pasgeboren)
- Maciej Zakościelny als Egremont